# Enrico Decleva
Enrico Decleva (Milão, 18 de abril de 1941 - Milão, 19 de março de 2020) foi um professor, historiador, acadêmico e reitor italiano. Foi reitor da Universidade de Milão de 2001 a 2012.

## Biografia
Formado em Letras, obteve o cargo de professor de História Moderna da Universidade de Milão em 1974; em 1976, tornou-se professor de História Contemporânea na Faculdade de Artes e Filosofia da mesma universidade. É autor de livros sobre Carlo Rosselli, que escrevendo sobre Rosselli em 1994, ganhou o 27º Prêmio Acqui de História.
Foi decano da escola de Humanidades de 1986 a 1997, vice-reitor de 1997 a 2001 e reitor de 2001 a 2012. Foi vice-presidente (2004) e, em seguida, presidente (2008–2011) da Conferência de Reitores da Universidade Italiana (CRUI; associação de reitores italianos), e ocupou vários outros escritórios em entidades públicas e privadas.
Em 20 de março de 2020, morreu por problemas pulmonares.